# Riu Mareb
El riu Mareb (o riu Gash) és un riu que surt de la part central d'Eritrea. La seva principal importància rau en la frontera entre Eritrea i Etiòpia, entre el punt on el Mai Ambassa entra al riu a 14° 53.6′ N, 37° 54.8′ E / 14.8933°N,37.9133°E a la confluència del Balasa amb el Mareb a 14° 38′ N, 39° 1.3′ E / 14.633°N,39.0217°E.

## Curs
Segons el Statistical Abstract of Ethiopia for 1967/68 (Resum estadístic d’Etiòpia de 1967/68), el riu Mareb té uns 440 km de llarg. Segons The Ethiopian Ministry of Water Resources (Ministeri etíop dels recursos hídrics), la seva conca a Etiòpia és de 5.700 km², amb un cabal anual de 0,26 bilions de metres cúbics. Altres fonts parlen de 21.000 km² fins a 44.000 km² amb un cabal de 216 m³ per segon de mitjana durant l'any, amb pics de 870 m³ per segon. L'aiguaneix se situa al sud-oest d'Asmara, al centre d’Eritrea. Flueix cap al sud on fa frontera amb Etiòpia, i després cap a l'oest per Eritrea occidental fins a arribar a les planes sudaneses a prop de Kassala. A diferència dels rius Setit o Takazze, que surten d’Etiòpia i també formen una frontera natural amb Eritrea, les aigües del Mareb no solen arribar al Nil sinó que es filtren a la sorra de les planes del Sudan oriental.
El Mareb és sec gran part de l'any, però com el Takazze, es veu afectat per les inundacions sobtades durant l'estació plujosa; només el costat esquerre del curs superior del Mareb se situa en el territori etiòpic. Els seus afluents principals són l'Obel i el Sarana, Balasa, Mai Shawesh, i els rius d'Engweya a l'esquerra (dins Etiòpia).

## Història
El Mareb era important històricament per la frontera entre dos governs que ocupaven l'àrea: la terra del Bahr negash (Tigrinya "regne del mar", també coneguda com a Medri Bahri o "terra del mar") al nord del riu, i el Tigray al sud. Els territoris sota el Bahr negash que ocupaven el nord a la costa de la Mar Roja, i al sud (i de l'oest) mentre a Shire la capital era a Debarwa a l'Eritrea moderna, aproximadament a 30 km al sud d'Asmara.

## Flora i fauna
L'any 2001 es va visualitzar a la plana inundable d'Eritrea una manada nombrosa d'elefants que no s'havia vist d'ençà de 1955.